# Mark Gurakuqi
Mark Gurakuqi (ur. 2 listopada 1922 w Pogradcu, zm. 16 września 1970 w Tiranie) – albański poeta i nauczyciel. Krytyk Adriatik Kallulli uznał go za jednego z najaktywniejszych albańskich pisarzy lat 50. i 60.

## Życiorys
Po ukończeniu nauki w szkole średniej w Elbasanie wyjechał na studia do Florencji; przerwał je po zajęciu Albanii przez wojska włoskie oraz wrócił na jej teren. Po II wojnie światowej wyjechał do Bułgarii w celu podjęcia studiów literackich, po których ukończeniu pracował w gimnazjum w Tiranie jako nauczyciel, następnie w 1957 roku został wykładowcą literatury albańskiej na Uniwersytecie Tirańskim.
W 1954 roku był więziony przez władze komunistyczne.

## Poezje
- Fletoret e zverdhame[1]
- Kangë[1]
- Liman e det n’ furtunë je për mue[1]
- Në gjurmët e fëminisë…[1]
- Poetët[1]
- Pranverë në Tiranë[1]
- Shtegtarë…[1]
- Zjarr[1]
- Këngë për jetën (1951)[1]
- Pranverë (1955)[1]
- Këngë për dashurinë (1957)[1]
- Në udhët e jetës (1960)[1]
- Në gjurmët e viteve (1964)[1]
- Juvenilia dhe vepra të tjera (1965)[2]

## Życie prywatne
Syn Kolë i Kin.